# Metropolitan Borough of Camberwell

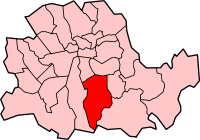
Lage von Camberwell im früheren County of London

Der Metropolitan Borough of Camberwell war ein Bezirk im Ballungsraum der britischen Hauptstadt London mit dem Status eines Metropolitan Borough. Er existierte von 1900 bis 1965 und lag im Süden der ehemaligen Grafschaft County of London.

## Geschichte
Camberwell war ursprünglich ein Civil Parish in der Grafschaft Surrey. Ab 1855 gehörte die Gemeinde zum Einzugsgebiet des Zweckverbandes Metropolitan Board of Works. 1889 gelangte Camberwell zum neuen County of London, elf Jahre später folgte die Umwandlung in ein Metropolitan Borough.
Bei der Gründung von Greater London im Jahr 1965 entstand aus der Fusion der Metropolitan Boroughs Bermondsey, Camberwell und Southwark der London Borough of Southwark.

## Statistik
Die Fläche betrug 4482 Acres (18,14 km²). Die Volkszählungen ergaben folgende Einwohnerzahlen:
Civil parish:
| Jahr      | 1801  | 1811   | 1821   | 1831   | 1841   | 1851   | 1861   | 1871    | 1881    | 1891    |
| Einwohner | 7.059 | 11.309 | 17.876 | 28.231 | 38.868 | 54.667 | 71.488 | 111.306 | 186.593 | 235.344 |

Metropolitan Borough:
| Jahr      | 1901    | 1911    | 1921    | 1931    | 1951    | 1961    |
| Einwohner | 259.339 | 261.328 | 267.198 | 251.294 | 179.777 | 175.304 |